# Eliza Bennett

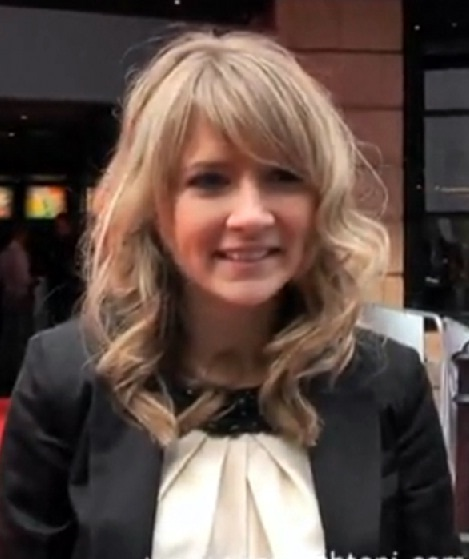
Eliza Bennett (2009)

Eliza Hope Bennett (* 17. März 1992 in Reading, Berkshire) ist eine britische Schauspielerin und Sängerin.

## Leben und Karriere
In jungen Jahren begann Bennett zu schauspielern und hatte einige Bühnenauftritte an ihrer Schule. Ihre erste Rolle war die der Prinzessin Arabella in der Romantik-Komödie Der Prinz & ich (2004). Bekannt wurde sie ein Jahr später als Tora Brown im Fantasyfilm Eine zauberhafte Nanny, in dem sie an der Seite von Colin Firth und Emma Thompson agierte. Im darauffolgenden Jahr verkörperte sie eine der Hauptrollen im Action-Thriller The Contractor – Doppeltes Spiel. Der internationale Durchbruch gelang ihr 2008, als sie die Meggie Folchart in der Romanverfilmung Tintenherz mimte und zudem den Titelsong My Declaration – im Original von Tom Baxter – beisteuerte.

## Filmografie (Auswahl)
- 2004: Der Prinz & ich (The Prince & Me)
- 2005: Supernova – Wenn die Sonne explodiert (Supernova, Fernsehfilm)
- 2005: Eine zauberhafte Nanny (Nanny McPhee)
- 2006: Agatha Christie’s Marple (Fernsehserie, eine Episode)
- 2007: The Contractor – Doppeltes Spiel (The Contractor)
- 2008: Tintenherz (Inkheart)
- 2009: From Time to Time
- 2010: Perfect Life
- 2010: F – London Highschool-Massaker (F)
- 2011: Roadkill (Fernsehfilm)
- 2012: Grimm’s Snow White
- 2013: Confine
- 2014: The Midnight Beast (Fernsehserie, eine Episode)
- 2014: Flat TV (Fernsehserie, eine Episode)
- 2014: BBC Comedy Feeds (Fernsehserie, eine Episode)
- 2014: Plebs (Fernsehserie, eine Episode)
- 2015: Broadchurch (Fernsehserie, 5 Episoden)
- 2015: Rosamunde Pilcher – Ein einziger Kuss (Fernseh-Zweiteiler)
- 2015: Strike Back (Fernsehserie, 3 Episoden)
- 2015: H8RZ
- 2015: Die Trapp Familie – Ein Leben für die Musik
- 2016: Grantchester (Fernsehserie, eine Episode)
- 2016–2017: Sweet/Vicious (Fernsehserie, 10 Episoden)
- 2019–2020: Die Conners (The Conners, Fernsehserie, 5 Episoden)
- 2021–2022: Der Denver-Clan (Dynasty, Fernsehserie, 23 Episoden)
- 2022: Do Revenge
- 2024: Sexy Beast (Fernsehserie, 7 Episoden)
- 2024: An American in Austen (Fernsehfilm)
- 2024: Behind the Lines
- 2025: Matlock (Fernsehserie)